# Phronia petulans
Phronia petulans är en tvåvingeart som beskrevs av Dziedzicki 1889. Phronia petulans ingår i släktet Phronia och familjen svampmyggor. Enligt den finländska rödlistan är arten nära hotad i Finland. Arten är reproducerande i Sverige. Artens livsmiljö är naturmoskogar. Inga underarter finns listade i Catalogue of Life.